# Danuta
Danuta – imię żeńskie prawdopodobnie pochodzenia litewskiego, od słowa „danutie” (będące połączeniem znaczeń niebo i córka) lub łacińskiego, od słowa „donata” (darowana przez Boga). Może również wywodzić się z południowosłowiańskich imion Dana, Danka, Danica. Oznacza dziecko darowane przez Boga. W Polsce to imię notuje się od XIV w.
Imieniny obchodzi: 3 stycznia, 10 stycznia, 16 lutego, 24 czerwca, 1 października.

## Osoby o tym imieniu
- Danuta Anna – księżna mazowiecka
- Danuta Błażejczyk – piosenkarka
- Danuta Borsuk – aktorka
- Danuta Dmowska-Andrzejuk – szpadzistka
- Danuta Hepke-Kelch – pisarka i bibliotekarka
- Danuta Hojarska – polityk
- Danuta Holecka – dziennikarka
- Danuta Hübner – polityk
- Danuta Jazłowiecka – polityk
- Danuta Kobylińska-Walas – kapitan żeglugi wielkiej
- Danuta Kozák – węgierska kajakarka
- Danuta Lato – polska fotomodelka
- Dana Lerska (Danuta Pełka) – piosenkarka
- Danuta Majcher – judoczka
- Danuta Mostwin – pisarka
- Danuta Pietraszewska – posłanka
- Danuta Rinn – piosenkarka
- Danuta Siedzik – uczestniczka podziemia antykomunistycznego
- Danuta Stachyra – dziennikarka i lektorka
- Danuta Stenka – aktorka
- Danuta Sybilska – profesor chemii
- Danuta Szaflarska – aktorka
- Danuta Wałęsa – żona byłego prezydenta RP
- Danuta Waniek – polityk
- Danuta Wawiłow – pisarka

## Postacie fikcyjne o tym imieniu
- Danusia Jurandówna – bohaterka powieści "Krzyżacy" Henryka Sienkiewicza